# 唐闻生
唐闻生（1943年3月—），女，祖籍廣東江門恩平，生於美國紐約布魯克林，中华人民共和国外交工作者，外交部原党组成员，文革后期和王海容在中国政坛发挥了重要作用，是中共第十届、十一届中央候补委员。后任第十届全国政协委员、全国政协港澳台侨委员会副主任委员等职。

## 生平

### 进入外交部
唐闻生的父亲唐明照历任外交部专员、中国人民保卫世界和平委员会联络部副部长、中共中央对外联络部副秘书长，1971年作为中国代表团副代表赴纽约出席联合国大会，不久出任联合国副秘书长。唐闻生的母亲张希先是美国加利福尼亚州莴苣种植园主的女儿，中华民国时期和唐明照在美国相识并结婚。
1943年3月，唐闻生生于美国纽约，此后侨居美国。她出生时，正值唐明照从外地回纽约家中，女儿“闻父归而生”，所以取名“闻生”。1950年，唐闻生随父母回到中国。1959年6月加入中国共产主义青年团，1971年4月加入中国共产党。1962年9月到1965年4月在北京外国语学院英语系英语专业学习。
1960年代中期，周恩来让自己的英语译员冀朝铸多次到北京外国语学院物色高级翻译人才，冀朝铸发现了北京外国语学院英语系高材生唐闻生。1965年4月唐闻生参加工作。1965年4月到1974年3月，担任外交部翻译室、美大司科员。1974年，唐闻生和齐宗华、章含之、罗旭一起升任副司级职务。1974年3月到1977年9月，唐闻生任外交部美大司副司长、部党组成员。
1966年7月，毛泽东在武汉畅游长江，当时准备由英文唐闻生、法文齐宗华、阿拉伯文郑达庸三个人做同声传译，这也将是唐闻生第一次为毛泽东做翻译。但廖承志跟毛泽东汇报之后，出来说今天毛泽东不谈了，只照相，所以唐闻生等三人这次没能给毛泽东做翻译。

### 文革风云
1970年代初，唐闻生作为翻译经常参加国事活动，以及陪同毛泽东主席接见外宾。当时王海容、唐闻生、齐宗华、罗旭、章含之被称为中国外交界的“五朵金花”，其中王海容、唐闻生因身世特殊而尤为引人注目。二人成为毛泽东的主要英文翻译。1970年11月10日，巴基斯坦总统叶海亚·汗对中国进行国事访问，唐闻生担任主翻。1970年12月18日，奉毛泽东之命，唐闻生到埃德加·斯诺夫妇下榻处，将斯诺先生带到毛泽东住处，和毛泽东谈话5个小时直到午后1时，吃早饭时毛泽东宴请斯诺先生，王海容、唐闻生作陪。此后唐闻生先后参加基辛格秘密访华和1972年尼克松访华的翻译工作，以及其他大量外交活动。1971年10月25日中华人民共和国恢复了在联合国的合法席位后，第26届联合国大会还没结束，中华人民共和国政府决定派代表团参加之后的会议，团长是外交部副部长乔冠华，唐闻生作为翻译随同前往，1971年11月15日代表团首次进入联合国总部，这是中华人民共和国代表团首次亮相联合国。
文革中后期，毛泽东因身体等原因，基本不见任何人，连妻子江青想见毛泽东一面都很难，王海容、唐闻生是少数能见到毛泽东的人，因此成为毛泽东和中共中央政治局之间的“桥梁”。外界探听毛泽东的意向，向毛泽东反映问题，以及毛泽东对中共中央政治局传达意见，经常通过王海容、唐闻生进行。
1974年春，毛泽东提议让邓小平当团长，率团出席联合国大会第六届特别会议，但江青四次打电话逼外交部撤回邓小平率团出席联合国大会第六届特别会议的报告。1974年3月27日，毛泽东致信江青，严厉批评她无理取闹的行径。同时，毛泽东又让秘书将致江青此信的主要内容通过电话告知王海容、唐闻生。随后王海容、唐闻生顶住了江青的压力。1974年3月27日24时，江青复函毛泽东，表示拥护毛泽东关于让邓小平率团出席联合国大会第六届特别会议的提议。
1974年深秋，第四届全国人民代表大会的筹备工作开始，在“组阁”问题上，以周恩来、邓小平为首的老干部同江青、张春桥等人展开针锋相对的斗争，双方不约而同地找到王海容、唐闻生。1974年10月17日，即毛泽东抵达长沙的第四天，在北京举行的中共中央政治局会议上，江青、张春桥借风庆轮事件向主持会议的邓小平发难，矛头直指病中的周恩来，邓小平当即宣布休会。当晚，江青、王洪文、张春桥、姚文元在钓鱼台国宾馆17号楼商议，决定派王洪文专程到长沙向毛泽东“告状”。同时，江青拉拢和施压即将陪外宾赴长沙的王海容和唐闻生，希望她们站到自己一方。1974年10月19日下午，周恩来在医院会见丹麦首相保罗·哈特林夫妇，王海容、唐闻生及外交部有关方面负责人陪见，已获悉江青活动的周恩来在医院向王海容、唐闻生谈到事情并非像江青所讲的那样，而是邓小平被江青等人整。1974年10月20日，陪同哈特林首相到长沙的王海容、唐闻生将双方的情况全部报告毛泽东。毛泽东说：“风庆轮的问题本是一件小事，而且先念同志已在解决，但是江青还是这样闹！”毛泽东还对王海容、唐闻生说：“总理还是总理，四届人大的筹备工作和人事安排由总理和王洪文一起管。”他还说：“建议邓小平任党的副主席，第一副总理，军委副主席，兼总参谋长。”毛泽东嘱咐王海容、唐闻生把自己的上述建议转告周恩来、王洪文。
此后，江青又将王海容、唐闻生召到钓鱼台国宾馆。因为毛泽东将于1974年12月17日在长沙会见扎伊尔总统蒙博托一行，王海容、唐闻生将陪同前往。江青想让王海容、唐闻生向毛泽东传话，由王洪文任全国人大常委会副委员长，排在朱德、董必武之后。毛泽东听王海容、唐闻生讲了江青这一意见后说：“江青有野心。她是想叫王洪文做委员长，自己做党的主席。”为向毛泽东面陈，经叶剑英等人商定，周恩来于1974年12月23日上午自北京西郊机场乘专机直抵长沙，毛泽东事先已得知详情，所以周恩来在长沙和毛泽东谈得比较顺利，在重大问题上很快取得一致，周恩来获得毛泽东明确支持。12月26日晚，周恩来在中共湖南省委招待所蓉园二号楼下榻处（当时毛泽东住一号楼）设便宴庆贺毛泽东81岁生日，只有中共湖南省委负责人张平化、李振军和身边工作人员参加，先期抵达长沙的王海容、唐闻生也应邀赴宴，周恩来抱病为毛泽东的健康痛饮一杯长沙名酒“白沙液”。1975年2月2日，毛泽东批转《关于国务院各副总理分工问题的请示报告》，批文称：“邓小平任第一副总理，主持外事。在周恩来总理病重疗养期间，代总理主持会议和呈批主要文件。”1975年1月17日，第四届全国人民代表大会第一次会议闭幕，江青原定的人事计划全盘落空。
1975年9月12日，江青在大寨礼堂接见大寨全体干部、社员，并作2个多小时的评《水浒》报告，她在讲话中说：“《水浒》的要害是架空晁盖，现在中央就是有人架空毛主席。”9月15日，中共中央举行的全国农业学大寨会议在山西省昔阳县开幕，邓小平和江青在大会上各讲各的，政治分歧十分明显。1975年9月21日上午，毛泽东在中南海会见英国前首相爱德华·希思，邓小平和王海容、唐闻生陪同会见，邓小平没有说什么，唐闻生遵胡乔木、国务院政治研究室负责人吴冷西嘱托将江青大寨讲话稿面呈毛泽东。9月24日下午，毛泽东在中南海会见以越南劳动党总书记黎笋、越南劳动党中央政治局委员黎清毅为正副团长的越南党政代表团，邓小平在会见结束后汇报大寨之事，毛泽东迅速批评江青：“放屁，文不对题，那是学农业，她搞评《水浒》。这个人不懂事，没有多少人信她的，政治局也没有多少人信她的。”此后，邓小平得以继续推进整顿，对“四人帮”继续采取进攻姿态。
1975年冬，“批邓、反击右倾翻案风”运动掀起，邓小平领导的全面整顿被迫中断。1976年1月8日，周恩来逝世。1976年2月，邓小平遭到点名批判。1976年4月5日发生四五运动。外交部部长乔冠华一直是周恩来的人马。而当时王海容、唐闻生在外交部具有很大权力，控制着外交部的人事权，尤其是涉及中美关系这样的部门。外交部党委书记、部长乔冠华与王海容、唐闻生的权力斗争不断升级，外交部内部形势错综复杂。在“批邓、反击右倾翻案风”运动中，王海容、唐闻生在外交部获得主动，而乔冠华陷入被动，乔冠华在外交部的地位岌岌可危。为了扳倒王海容、唐闻生，章含之出面于1976年4月25日写了一封名义上给毛泽东，实际上送给了江青的告密信，信是以“我们”（即乔冠华、章含之夫妇）的名义所写，内称康生通过唐闻生、王海容诬告江青、张春桥，这起诬告是邓小平幕后策划的。乔冠华、章含之夫妇希望利用江青同王海容、唐闻生的矛盾，让江青插手外交部，支持乔冠华。毛泽东迅速识破了此信的用意，批评此信意在“借刀杀人”，“借中央之刀杀王海容、唐闻生”。乔冠华在外交部的地位随即进一步下降，他的外交部党委书记职务也被别人取代。

### 改革开放后
1976年9月9日，毛泽东逝世。1976年10月6日，粉碎“四人帮”。1977年9月到1978年11月，唐闻生在外交部“五七”干校劳动。1978年11月到1979年3月，在外交部待分配。1979年3月到11月，在中共中央党校学习。1979年11月到1984年3月，在外交部待分配。
1984年3月到1986年4月，唐闻生任中国日报社副总编辑、编委会委员。1986年4月到1989年5月，任铁道部外事局局长。1989年5月到1994年3月，任铁道部外事司司长。1994年3月到1998年6月，任铁道部对外合作司司长、铁道部港澳台办公室主任。其间，1994年12月当选为铁道部侨联副主席。1998年6月到1999年7月，任铁道部国际合作司司长。
1999年7月至2004年，唐闻生任中国侨联专职副主席、党组成员。2004年起，任中国侨联顾问。2005年9月到2016年11月，任中国宋庆龄基金会第五届、第六届副主席。2007年1月28日至2月4日，应台湾十大杰出青年基金会邀请，来自大陆22所高校的师生一行78人，在交流团团长、中国宋庆龄基金会副主席唐闻生的率领下，到台湾进行交流参访活动。
唐闻生是第十届全国政协委员、全国政协港澳台侨委员会副主任委员。是中共第十届、十一届中央候补委员。